# Rebecca James
Rebecca "Becky" James (Abergavenny, Monmouthshire, 29 de novembre de 1991) és una ciclista gal·lesa especialista en el ciclisme en pista. Ha guanyat diferents medalles, dues d'elles d'or, als Campionats del Món en pista, i dos plates als Jocs Olímpics de Rio.

## Palmarès
- 2009
  -  Campiona del món júnior en Velocitat
  -  Campiona del món júnior en Keirin
  -  Campiona d'Europa júnior en 500 metres contrarellotge
  -  Campiona d'Europa júnior en Velocitat
- 2010
  -  Campiona d'Europa sub-23 en Velocitat
  -  Campiona del Regne Unit en Velocitat per equips (amb Jessica Varnish)
- 2011
  -  Campiona d'Europa sub-23 en Velocitat per equips (amb Jessica Varnish)
  -  Campiona del Regne Unit en Velocitat
  -  Campiona del Regne Unit en Keirin
- 2012
  -  Campiona del Regne Unit en Velocitat
  -  Campiona del Regne Unit en Keirin
  -  Campiona del Regne Unit en 500 metres
  -  Campiona del Regne Unit en Velocitat per equips (amb Rachel James)
- 2013
  -  Campiona del món de Velocitat
  -  Campiona del món de Keirin
- 2016
  -  Medalla de plata als Jocs Olímpics de Rio de Janeiro en Keirin
  -  Medalla de plata als Jocs Olímpics de Rio de Janeiro en Velocitat

### Resultats a laCopa del Món
- 2012-2013
  - 1a a Cali i Glasgow, en Velocitat per equips